# Benedetto Cotrugli

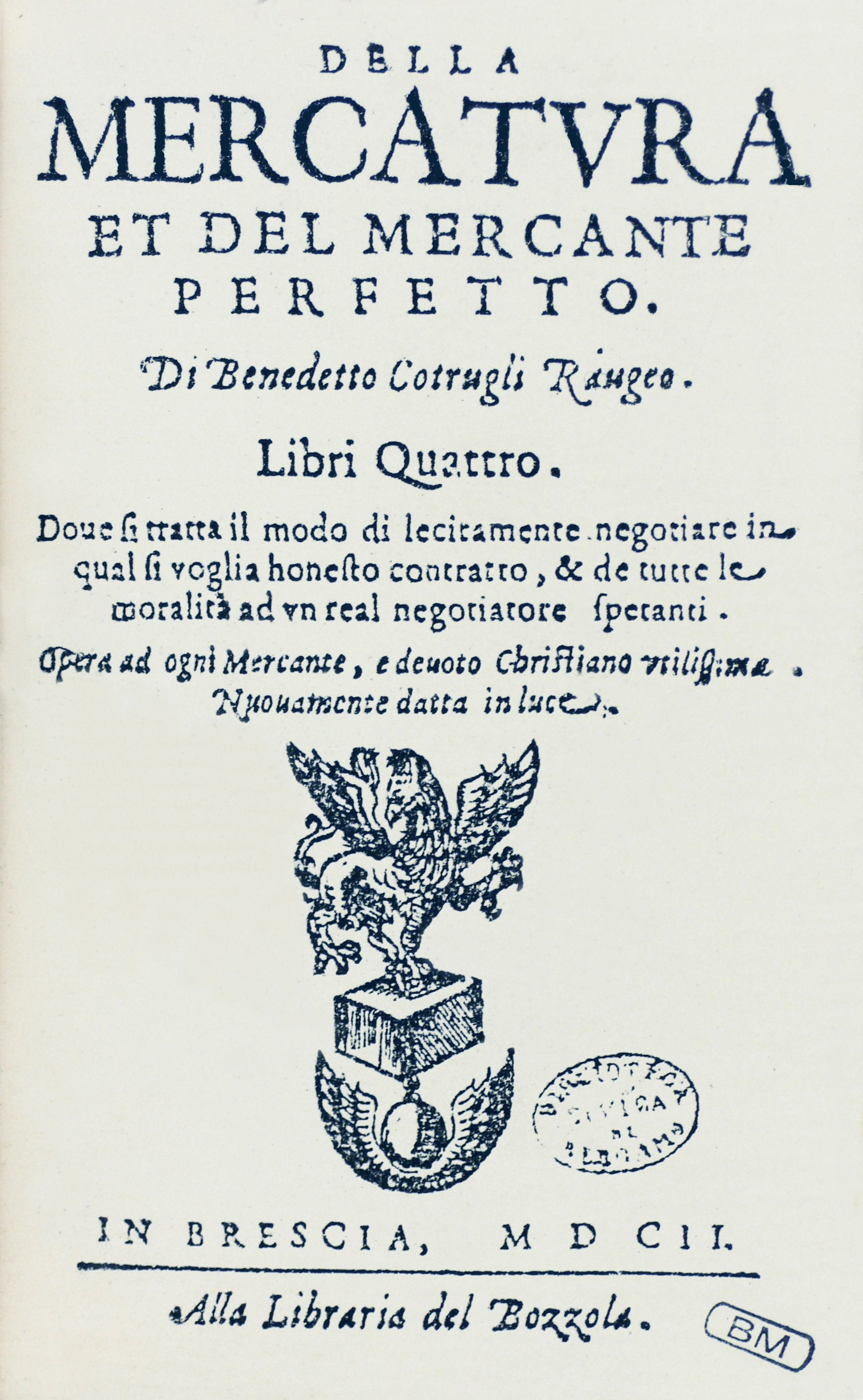
Della mercatura, 1602.

Comerciante nascido em Dubrovnik, Croácia, em 1416. Na época, a cidade se chamava Ragusa, e fazia parte da república de Veneza.
Cotrugli escreveu em 1458 um dos primeiros manuscritos com o método das partidas dobradas. Tal manuscrito foi desenvolvido no castelo de Serpico, perto de Avelino. Chamava-se Il libro dell´arte di mercatura, e, como era um manuscrito, teve poucos exemplares. Somente após 115 anos foi impresso, na cidade de Veneza, com o nome de Della mercatura e del mercante perfetto, por Francesco Patrizi. O manuscrito original  perdeu-se, e a versão mais antiga que existe é de 1484 e se encontra na Biblioteca Nacional de Florença.
O livro de Cotrugli versava sobre assuntos como letra de câmbio, seguros, permutas, tipos de comércio e livros de registros, além de recomendações morais cristãs sobre a prática do comércio. O seu objetivo era melhorar tanto o desempenho profissional dos comerciantes quanto a sua ética, o que demonstra a influência que a Igreja católica exercia sobre a sociedade na época.
Para Cotrugli, os livros de registro serviriam como uma memória dos comerciantes, e se dividiriam em três tipos: livro de gastos (ricordanze), livro diário (giornale) e razão (libro grande).
Embora anterior ao trabalho de partidas dobradas de Luca Pacioli, Cotrugli não alcançou a fama deste, por ter escrito um manuscrito e não um livro impresso.

Oriundo de uma família de mercadores, foi no contexto desta actividade que Benedetto Cotrugli realizou inúmeras viagens marítimas seguindo rotas comerciais do Mediterrâneo e do Atlântico Norte europeu. Essa experiência profissional moldou-lhe os interesses pela arte mercantil - Della mercatura e del mercante perfetto (ca. 1458) - e também pela marinharia e arte de navegar: daqui resultou a escrita do De navigatione (1464-1465).
O tratado De navigatione foi composto em torno dos anos de 1464-1465. 
O manuscrito original encontra-se perdido, mas conhecem-se duas cópias.
O texto foi dedicado ao Senado de Veneza e escrito em vernáculo, embora o proémio se encontre em latim. Está organizado em quatro partes ou livros e dedica um capítulo inteiro à carta de navegar (Libro quarto, Cap. I).
O tratado de Cotrugli é o primeiro texto de vocação marítima onde a carta de navegar alcança algum destaque.
Cotrugli faz parte da Escola Contista de Contabilidade.